# Louis Hubert Gonzalve Lyautey
Louis Hubert Gonzalve Lyautey (ur. 17 listopada 1854 w Nancy, zm. 27 lipca 1934 w Thorey) – francuski wojskowy i polityk, marszałek Francji.

## Życiorys
Ukończył szkołę oficerską i został mianowany oficerem kawalerii w 1875. Ukończył Akademię Sztabu Generalnego. Od 1894 szef sztabu u gen. Josepha Gallieni, dowódcy wojsk ekspedycyjnych w Wietnamie (tzw. Indochiny Francuskie). Brał udział w ekspedycji w Wietnamie w latach 1895–1896. Po tym, razem z gen. Gallieni skierowany na wyspę Madagaskar, gdzie brał aktywny udział i wyróżnił się w ustanawianiu władzy francuskiej nad wyspą.
Od 1902 dowódca 14 pułku huzarów we Francji. W 1903 dowódca brygady w Algierii. W 1906 dowodził ekspedycją przeciwko powstaniu w Maroku. Od 1907 dowódca dywizji w Oranie (Algieria). W 1912 został członkiem Akademii Francuskiej. W latach 1912–1916 Rezydent Generalny i Komisarz Naczelny w Maroku. Od grudnia 1916 wbrew swojej woli został wyznaczony na ministra Wojny w gabinecie Aristide'a Brianda. W marcu 1917 podał się do dymisji i został wyznaczony na Rezydenta Generalnego w Maroku. Pełnił to stanowisko do 1925. Organizował przerzut tzw. "wojsk kwiatowych" do Francji.
W 1921 mianowany marszałkiem Francji, za budowę władzy francuskiej w Afryce Północnej i za osiągnięcia w organizacji Francuskich Wojsk Kolonialnych.
Autor prac związanych z polityką kolonialną Francji.
Pochowany w Dôme des Invalides.